# رودني بليك
رودني بليك (31 ديسمبر 1966 - ) (بالإنجليزية: Rodney Blake)‏ هو لاعب كرة سلة أمريكي في مركز الوسط. لعب مع Saint Joseph's Hawks men's basketball ‏.

## وصلات خارجية
- رودني بليك على موقع كلية كرة السلة في سبورتس رفرنس.كوم (الإنجليزية)